# Skäve
Skäve är en ort i Södertälje kommun, belägen sydöst om Järna i Överjärna socken. Skäve klassades som småort år 1990.